# Ozero Olsjanskoje (sjö i Belarus)
Ozero Olsjanskoje (ryska: Озеро Ольшанское) är en sjö i Belarus.   Den ligger i voblasten Vitsebsks voblast, i den norra delen av landet, 180 km nordost om huvudstaden Minsk. Ozero Olsjanskoje ligger 134 meter över havet. Arean är 0,21 kvadratkilometer. Den sträcker sig 0,6 kilometer i nord-sydlig riktning, och 0,6 kilometer i öst-västlig riktning.
I omgivningarna runt Ozero Olsjanskoje växer i huvudsak blandskog. Runt Ozero Olsjanskoje är det glesbefolkat, med 18 invånare per kvadratkilometer.